# Cantonul Le Malzieu-Ville
Cantonul Le Malzieu-Ville este un canton din arondismentul Mende, departamentul Lozère, regiunea Languedoc-Roussillon, Franța.

## Comune
- Chaulhac
- Julianges
- Le Malzieu-Forain
- Le Malzieu-Ville (reședință)
- Paulhac-en-Margeride
- Prunières
- Saint-Léger-du-Malzieu
- Saint-Pierre-le-Vieux
- Saint-Privat-du-Fau